# Ključić Brdo
Ključić Brdo je naselje u Republici Hrvatskoj u Zagrebačkoj županiji, točnije u Turopolju. Nalazi se na površini od 4,42 četvorna kilometra. Prema popisu stanovništva iz 2011. godine selo ima 214 stanovnika i 67 kućanstava. Gustoća naseljenosti iznosi 48 stanovnika po km². Naselje je poznato po velikom izletištu i ribnjaku.

## Stanovništvo
| broj stanovnika | 99    |       | 109   | 156   | 170   | 188   | 186   | 212   | 219   | 225   | 194   | 189   | 199   | 170   | 195   | 214   | 233   |
|                 | 1857. | 1869. | 1880. | 1890. | 1900. | 1910. | 1921. | 1931. | 1948. | 1953. | 1961. | 1971. | 1981. | 1991. | 2001. | 2011. | 2021. |